# Mestna avtobusna linija št. 26 (Ljubljana), 2014-2015
Mestna avtobusna linija številka 26 Ježica – Brnčičeva je bila ena izmed avtobusnih linij javnega mestnega prometa v Ljubljani. Obratovala je med 1. decembrom 2014 in 2. marcem 2015. Imela je značaj povezovalne (prestopne) linije.

## Zgodovina
Spodnje Črnuče so redno avtobusno povezavo s središčem mesta dobile oktobra 1982, ko je bila po Šlandrovi cesti speljana trasa nove proge št. 21. Zaradi novo se razvijajoče obrtno-podjetniške cone ob Brnčičevi cesti so po nekaj letih obratovanja avtobusi ob jutranji in popoldanski prometni konici začeli voziti do obračališča na koncu ceste. Potniki so morali biti pazljivi na smerne table v vozilih, saj je z istega postajališča avtobus vozil tako do Bavarskega dvora kot do Beričevega. Na progi so bile zamude avtobusov pogost pojav, še posebej v času gradnje krožišča Tomačevo in severne obvoznice. Leta 1995 je tako, zaradi obvoza proge št. 21, Brnčičeva cesta dobila celodnevno avtobusno povezavo, saj so avtobusi namesto po Štajerski cesti vozili po Dunajski. Po koncu del je bila proga vrnjena na staro traso in uveden je bil star vozni režim. Decembra 1996 je bila uvedena še dodatna večerna vožnja preko Brnčičeve ceste do centra mesta. 3. septembra 2007 je bila proga 21 združena s progo št. 16 v linijo št. 26. Na odseku Šlandrove in Brnčičeve ceste zaradi tega sprememb ni bilo. Združena linija je bila občutno predolga, kar se je kazalo v nenehnih zamudah. 26. junija 2008 so predolgo linijo skrajšali, po Šlandrovi in Brnčičevi cesti pa je bila podaljšana linija št. 8. Tako je Brnčičeva cesta po dolgih letih dobila celodnevno avtobusno povezavo s središčem mesta. 1. decembra 2014 pa je bila linija št. 8 skrajšana do novega postajališča na parkirišču P+R Ježica. Po Šlandrovi in Brnčičevi cesti pa so vrzel zapolnili z ustanovitvijo nove navezovalne linije, ki pa so jo ponovno označili s št. 26. Potniki na omenjenem odseku takrat niso imeli več direktne povezave s centrom mesta, pač pa je bilo zagotovljeno prestopanje na novem postajališču Ježica P+R.
Uvedba linije 26 je naletela na negativne kritike, predvsem s strani prebivalcev Spodnjih Črnuč. Linija 26 je bila zato 5. januarja 2015 preusmerjena iz Ježice P+R na staro obračališče Ježica. Kot razlog se je navajalo dejstvo, da je tako zagotovljeno še lažje prestopanje na linije, ki peljejo v center mesta.
Zaradi nezadovoljstva so prebivalci Spodnjih Črnuč začeli z zbiranjem podpisov za peticijo o vrnitvi linije 8 na Brnčičevo ulico. Linija 26 je bila, po slabih treh mesecih obratovanja, 2. marca 2015 ukinjena zaradi ponovnega podaljšanja linije 8 do obračališča na Brnčičevi ulici, na kateri so, za kratek čas, začeli obratovati enojni avtobusi, nato so ponovno začeli obratovati zgibni avtobusi.